# Standortübungsplatz Höll
Der Standortübungsplatz Höll ist ein Standortübungsplatz der Bundeswehr. Er befindet sich in der Nähe von Fritschenheck, nahe Donnerhübel bei Steinbach, etwa 6 km von Lebach entfernt. Etwa 10 % der Fläche des Standortübungsplatzes gehören zum Landschaftsschutzgebiet im Europaschutzgebiet Natura 2000 im Saar-Nahe-Bergland, einem Teilgebiet des Naturpark Saar-Hunsrück.
Der Standortübungsplatz wurde bis 2015 vom Fallschirmjägerbataillon 261 und wird bis heute von der Fernmeldekompanie des Eurokorps und der Luftlandeaufklärungskompanie 260, stationiert in der Graf-Haeseler-Kaserne in Lebach sowie weiteren Teilen des Fallschirmjägerregiments 26 genutzt.

## Lage und militärische Infrastruktur
Der Standortübungsplatzes Höll wird von folgenden Ortschaften begrenzt: im Nordosten von Scheuern, im Nordwesten von Neipel und Limbach, im Südwesten von Gresaubach, und im Osten von Steinbach und Dörsdorf. Der Standortübungsplatz hat eine Fläche von 212 Hektar, wovon sich 184 Hektar im Eigentum des Bundes befinden, die restlichen 28 Hektar wurden dazu gepachtet. Auf dem Platz befinden sich, mit dem „Donnerhübel“ auf 452 Meter, der „Höll“ auf 453 Meter und „Auf dem Lindenberg“ mit 460,6 Meter, die höchsten Erhebungen im Landkreis Saarlouis.
Auf dem Platz befinden sich verschiedene Hartziele wie beispielsweise ein M47 Patton Kampfpanzer und ein Artilleriebeobachtungspanzer Hotchkiss Typ 22-2.
Seit August 1986 stehen zwei Übungshäuser zur Verfügung. In diesen wird der Häuserkampf beziehungsweise Close Quarters Battle geübt. Eins der Häuser ist als Brandhaus ausgelegt.
Seit 1990 besitzt der Übungsplatz einen Absetzplatz und einen Zielkreis mit einem Durchmesser von 40 Metern für die Freifaller.

## Geschichte
Der Standortübungsplatz bei Steinbach wurde ab 1961 eingerichtet und ab 1962 in Betrieb genommen. Gleich nach der Inbetriebnahme wurde durch das Fallschirmjägerbataillon 261, nach der Rückkehr vom französischen Truppenübungsplatz in La Courtine, im Mai 1962 ein dreiwöchiges Biwak durchgeführt. 1971 fand die erste Luftlandeübung mit einem Hubschrauber des Typs Bell UH-1D auf dem Standortübungsplatz statt. Im Laufe der Jahre fanden auf dem Übungsplatz verschiedene Szenarien, wie Gefechts- und Luftlandeübungen,  Gefechtsvorführungen wie „Flammender Höll“ oder „Starker Höll“ sowie Ausbildungsmissionen und Tage der offenen Tür („Tag der Fallschirmjäger“) statt.
Die Ausbildung der Hauptkräfte für den Deutschen Unterstützungsverband Somalia wurden durch die Kommandokompanie des Fallschirmjägerbataillons 261 im Mai 1993 ebenfalls auf der Höll durchgeführt.
Im August 2005 waren unter anderem Verteidigungsminister Peter Struck, SPD Parteichef Heiko Maas sowie Verteidigungs-Staatssekretär Hans-Georg Wagner Gäste einer Übung des Fallschirmjägerbataillons 261. In dieser Übung spitzte sich im fiktiven Staat Weilerland unter der Führung des Warlords Jacques Schwenker die Situation so zu, dass eine „bewaffnete Rückführung von Schutzbefohlenen aus Krisensituationen“ notwendig wurde. Die Vorführung bestand aus dem Absetzen eigener Kräfte, Versorgung eigener verletzter Kräfte vor Ort mit anschließender MedEvac, bewaffneter Einsatz gegen Aufständische sowie abschließend die Evakuierung deutscher Staatsbürger aus dem Krisengebiet.
Vorrangig wird der Übungsplatz von der Bundeswehr genutzt. Außerhalb des Übungsbetriebs der Bundeswehr ist dies aber auch Behörden und Organisationen mit Sicherheitsaufgaben möglich. Die beiden Übungshäuser werden beispielsweise von Feuerwehren (meist das Brandhaus), dem Technischen Hilfswerk und der Polizei als Trainingsstätte genutzt. Am 13. Dezember 2012 fand auf der Höll die THW-Großübung des Geschäftsführerbereichs Merzig statt. Bei diesem Szenario wurde ein Flugzeugabsturz simuliert, infolgedessen auf rund eineinhalb Quadratkilometern mehr als 250 THW Mitglieder aus 12 Ortsverbänden mit ihren Bergungs- und Fachgruppen zum Einsatz kamen.

## Naturschutz, Flora und Fauna
Die Flächen des Standortübungsplatzes stehen nicht für den Pflanzen- oder Ackerbau zur Verfügung, sondern werden lediglich gemulcht und mit etwa 500 Schwarzkopf- und Merinoschafen beweidet. In der Mitte des Standortübungsplatzes liegt ein Weiher mit einem Feuchtraumbiotop an der Mündung.
In dem Fauna-Flora-Habitat sorgen Borstgras- und Pfeifengraswiesen, feuchte Hochstaudenflure sowie Magere Flachland-Mähwiesen für eine große Artenvielfalt. Der stark gefährdete Große Feuerfalter ist auf der Höll heimisch.